# جيانفيتو بلاسماتي
جيانفيتو بلاسماتي (بالإيطالية: Gianvito Plasmati)‏ (مواليد 28 يناير 1983 في ماتيرا - إيطاليا) لاعب كرة قدم إيطالي يلعب حاليا لصالح نادي الدرجة الأولى كاتانيا الإيطالي منذ 2008 في مركز المهاجم .

## روابط خارجية
- جيانفيتو بلاسماتي على موقع قاعدة بيانات كرة القدم.إي يو (الإنجليزية)
- جيانفيتو بلاسماتي على موقع Soccerway.com (الإنجليزية)
- جيانفيتو بلاسماتي على موقع عالم كرة القدم.نت (الإنجليزية)
- جيانفيتو بلاسماتي على موقع كووورة